# Hippopsis pradieri
Hippopsis pradieri es una especie de escarabajo longicornio del género Hippopsis, tribu Agapanthiini, subfamilia Lamiinae. Fue descrita científicamente por Guérin-Méneville en 1844.

## Descripción
Mide 20-22 milímetros de longitud.

## Distribución
Se distribuye por Brasil.